# يوم الشك
يوم الشك هو: يوم الثلاثين من شهر شعبان، الذي وقع الشك فيه: هل هو من شعبان؟ أو من رمضان؟. قال العلامة العيني: ويوم الشك هو اليوم الذي يتحدث الناس فيه بهلال رمضان ولم يثبت رؤيته أو شهد واحد فردت شهادته أو شاهدان فاسقان فردت شهادتهما.

## تعريف يوم الشك
يوم الشك هو: يوم الثلاثين من شعبان، إذا احتمل أن يكون من رمضان، وسبب كونه مشكوكا فيه يرجع لأحد أمرين: إما؛ للشك في رؤية هلال رمضان، وإما لعدم إمكان رؤية هلال رمضان، بسبب الغيم ونحوه، وهذان الاحتمالان محل تفصيل عند أهل العلم. فعند الحنفية: هو يوم الثلاثين من شعبان، إما؛ لكون الناس لم يروا الهلال بسبب غيم بعد غروب يوم التاسع والعشرين من شعبان فوقع الشك في اليوم التالي له هل هو من شعبان أو من رمضان. وإما؛ لحصول الشك بسبب رد القاضي شهادة الشهود أو تحدث الناس بالرؤية ولم تثبت. وللمالكية في يوم الشك تعريفان همها:
1. أنه يوم الثلاثين من شعبان إذا تحدث ليلته من لا تقبل شهادته برؤية هلال رمضان كالفاسق والعبد والمرأة.
2. أنه يوم الثلاثين من شعبان إذا كان بالسماء ليلته غيم ولم ير هلال رمضان وهذا هو المشهور في التعري. وعند الشافعية: يوم الشك هو يوم الثلاثين من شعبان إذا تحدث الناس برؤية الهلال ليلته ولم يشهد به أحد أو شهد به من لا تقبل شهادته كالنساء والصبيان. وعند الحنابلة: يوم الشك هو يوم الثلاثين من شعبان إذا لم ير الهلال ليلته مع كون السماء صحوا لا علة بها.

## يوم الشك
«عن عبد الله بن عمر رضي الله عنهما أن رسول الله صلى الله عليه وسلم ذكر رمضان فقال: "لا تصوموا حتى تروا الهلال ولا تفطروا حتى تروه فإن غم عليكم فاقدروا له"»
روى البخاري (تعليقا) حديث: «عن صلة، عمار: من صام يوم الشك فقد عصى أبا القاسم ﷺ.» وفي حديث: صلة بن زفر عن عمار ابن ياسر، دلالة على النهي عن صوم يوم الشك، وصرح فيه عمار بعصيان من صامه. ثم ذكر حديث: ابن عمر من وجهين، أحدهما بلفظ: فإن غم عليكم فاقدروا له، والآخر بلفظ: فأكملوا العدة ثلاثين وقصد بذلك بيان المراد من قوله: «فاقدروا له».

## أدلة النهي
عن عمرو بن قيس عن أبي إسحاق عنه «كنا عند عمار بن ياسر فأتي بشاة مصلية فقال: كلوا، فتنحى بعض القوم فقال: إني صائم، فقال عمار: من صام يوم الشك؛ فقد عصى أبا القاسم صلى الله عليه وسلم» وفي رواية ابن خزيمة وغيره: «من صام اليوم الذي يشك فيه». قال ابن حجر: وله متابع بإسناد حسن، أخرجه ابن أبي شيبة من طريق منصور عن ربعي «أن عمارا وناسا معه أتوهم يسألونهم في اليوم الذي يشك فيه، فاعتزلهم رجل، فقال له عمار: تعال فكل، فقال: إني صائم، فقال له عمار: إن كنت تؤمن بالله واليوم الآخر فتعال وكل.»
قال ابن حجر في الفتح:
«قوله: فقد عصى أبا القاسم صلى الله عليه وسلم: استدل به على تحريم صوم يوم الشك؛ لأن الصحابي لا يقول ذلك من قبل رأيه، فيكون من قبيل المرفوع. قال ابن عبد البر:  هو مسند عندهم لا يختلفون في ذلك. وخالفهم الجوهري المالكي فقال: هو موقوف. والجواب أنه موقوف لفظا مرفوع حكما.»
قال الطيبي: إنما أتى بالموصول ولم يقل: "يوم الشك" مبالغة في أن صوم يوم فيه أدنى شك سبب لعصيان صاحب الشرع، فكيف بمن صام يوما الشك فيه قائم ثابت، ونحوه قوله تعالى: ولا تركنوا إلى الذين ظلموا أي: الذين أونس منهم أدنى ظلم، فكيف بالظلم المستمر عليه؟
وقوله: "أبا القاسم" قيل: فائدة تخصيص ذكر هذه الكنية الإشارة إلى أنه هو الذي يقسم بين عباد الله أحكامه زمانا ومكانا وغير ذلك.»

### حديث عمار ابن ياسر
«عن أبي إسحق عن صلة قال كنا عند عمار في اليوم الذي يشك فيه فأتى بشاة فتنحى بعض القوم فقال عمار من صام هذا اليوم فقد عصى أبا القاسم صلى الله عليه وسلم.» وفي رواية الترمذي: فأتي بشاة مصلية فقال كلوا، فتنحى بعض القوم: أي اعتزل واحترز عن أكله.

## حكم صوم يوم الشك
صوم يوم الشك منهي عنه،
وقال الخطابي: اختلف الناس في معنى النهي عن صيام يوم الشك، فقال قوم إنما نهى عن صيامه إذا نوى به أن يكون من رمضان، فأما من نوى به صوم يوم من شعبان فهو جائز. هذا قول مالك بن أنس والأوزاعي وأبي حنيفة وأصحابه، ورخص فيه على هذا الوجه أحمد بن حنبل وإسحاق بن راهويه.
وقالت طائفة: لا يصام ذلك اليوم عن فرض ولا تطوع للنهي فيه وليقع الفصل بذلك بين شعبان ورمضان. وهكذا قال عكرمة.

## الفرق بين يوم الشك ويوم الغيم
يوم الشك ويوم الغيم يعرف كلاهما أنه: يوم الثلاثين من شهر شعبان، وهذا بالإجماع، ولكن الفرق بينهما باعتبار: أن يوم الشك هو: الذي يقع الشك فيه هل هو من رمضان؟ أو: من شعبان، وهذا أيضا بالإجماع، وإذا تقاعد الناس عن مراقبة الهلال ولم يشاهد الهلال في ليلة الثلاثين من شعبان، -وكانت الجو صحوا- أو: أو تحدث الناس بالروية، من غير ثبوتها ممن تصح شهادته؛ ففي الحالين يكون يوم شك، وهذا بالإتفاق كذلك. وإذا حال دون رؤية الهلال غيم أو نحوه؛ فهو يوم الغيم وهذا متفق عليه كذلك، بهذا يظهر الفرق بينهما، لكن وفع الخلاف من وجوه: فالحنفية لا ينكرون الفرق بين التسميتين، إلا أنهم لا يرون فرقا بينهما في الحكم، فيوم الشك عندهم: ما وقع الشك فيه مع الصحو أو الغيم، وفي أحد قولي المالكية: يوم الشك هو يوم الغيم، وأما عند الشافعية، والحنابلة؛ فيوم الشك مختلف عن يوم الغيم، وصومهما منهي عنه، إلا أن هناك قول عند الحنابلة في يوم الغيم، وتفاصيل كل ذلك مذكورة في كتب فروع الفقه.
 قال ابن حجر:
«وأما ما روى الثوري في "جامعه" عن عبد العزيز بن حكيم سمعت ابن عمر يقول: لو صمت السنة كلها لأفطرت اليوم الذي يشك فيه، فالجمع بينهما أنه في الصورة التي أوجب فيها الصوم لا يسمى يوم شك، وهذا هو المشهور عن أحمد أنه خص يوم الشك بما إذا تقاعد الناس عن رؤية الهلال أو شهد برؤيته من لا يقبل الحاكم شهادته، فأما إذا حال دون منظره شيء فلا يسمى شكا. واختار كثير من المحققين من أصحابه الثاني.»

## يوم الغيم
يوم الغيم هو: يوم الثلاثين من شهر شعبان، إذا حال دون رؤية هلال رمضان غيم، أو ما شابه ذلك، مما يحجب الرؤية، ولا يتمكن الناظر من مشاهدة الهلال. والصوم في الإسلام: مرتبط برؤية هلال شهر رمضان، حيث يجب برؤيته: صوم شهر رمضان. وفي الصحيحين: «فإن غم عليكم؛ فأكملوا عدة شعبان ثلاثين يوماً».
قال ابن حجر: «قال ابن عبد الهادي في تنقيحه: الذي دلت عليه الأحاديث -وهو مقتضى القواعد- أنه أي شهر غم أكمل ثلاثين؛ سواء في ذلك شعبان ورمضان وغيرهما، فعلى هذا قوله: «فأكملوا العدة» يرجع إلى الجملتين، وهو قوله: صوموا لرؤيته وأفطروا لرؤيته، فإن غم عليكم فأكملوا العدة أي: غم عليكم في صومكم أو فطركم، وبقية الأحاديث تدل عليه.» ومعنى قوله: «فأكملوا العدة» أي: عدة الشهر، قال ابن حجر: «ولم يخص صلى الله عليه وسلم شهرا دون شهر بالإكمال إذا غم، فلا فرق بين شعبان وغيره في ذلك، إذ لو كان شعبان غير مراد بهذا الإكمال لبينه فلا تكون رواية من روى: فأكملوا عدة شعبان مخالفة لمن قال: فأكملوا العدة بل مبينة لها. ويؤيد ذلك قوله في الرواية الأخرى: «فإن حال بينكم وبينه سحاب فأكملوا العدة ثلاثين ولا تستقبلوا الشهر استقبالا». أخرجه أحمد وأصحاب السنن وابن خزيمة وأبو يعلى من حديث ابن عباس هكذا، ورواه الطيالسي من هذا الوجه بلفظ: «ولا تستقبلوا رمضان بصوم يوم من شعبان» وروى النسائي من طريق محمد بن حنين عن ابن عباس بلفظ: «فإن غم عليكم فأكملوا العدة ثلاثين».»

### عدم الرؤية مع الصحو
قال ابن حجر: «ونقل ابن المنذر قبله الإجماع على ذلك، فقال في «الإشراف»: صوم يوم الثلاثين من شعبان إذا لم ير الهلال مع الصحو لا يجب بإجماع الأمة، وقد صح عن أكثر الصحابة والتابعين كراهته، هكذا أطلق ولم يفصل بين حاسب وغيره، فمن فرق بينهم كان محجوجا بالإجماع قبله.»

## في الفقه

### عند الحنفية
حكم صوم يوم الشك عند الحنفية: من الصوم المنهي عنه فلا يصام بنية من رمضان. وله قاعدة ذكرها في كنز الدقائق بقوله: «ولا يصام يوم الشك إلا تطوعا».
- إذا نوى أن يصومه جازما أنه من رمضان فهو مكروه كراهة تحريم. قال في البحر الرائق:

«أما صوم غير التطوع، فإن جزم بكونه عن رمضان كان مكروها كراهة تحريم؛ للتشبه بأهل الكتاب؛ لأنهم زادوا في صومهم، وعليه حمل حديث النهي عن التقدم بصوم يوم أو يومين.»
- إذا صامه بنية التطوع إن وافق اليوم الذي اعتاد صومه فهو مستحب. قال في البحر الرائق: «وفي استحبابه إن وافق صوما كان يعتاده على الأصح، ويجزئه إن بان أنه من رمضان لما تقدم، وإلا فهو تطوع غير مضمون بالإفساد؛ لأنه في معنى المظنون.»[9]
- إذا نوى صيامه عن واجب آخر غير رمضان كالنذر فهو مكروه كراهة تنزيه. قال في البحر الرائق «وإن جزم بكونه عن واجب آخر فهو مكروه كراهة تنزيه التي مرجعها خلاف الأولى؛ لأن النهي عن التقدم خاص بصوم رمضان لكن كره لصورة النهي المحمول على رمضان فإن ظهر أنه من رمضان أجزأه عنه لما عرف إن كان مقيما وإلا أجزأه عن الذي نواه كما لو ظهر أنه من شعبان على الأصح.

وإن جزم بالتطوع فلا كلام في عدم كراهته وإنما الخلاف في استحبابه إن لم يوافق صومه. والأفضل أن يتلوم، ولا يأكل، ولا ينوي الصوم ما لم يتقارب انتصاف النهار فإن تقارب، ولم يتبين الحال اختلفوا فيه فقيل الأفضل صومه وقيل فطره، وعامة المشايخ على أنه ينبغي للقضاة والمفتين أن يصوموا تطوعا، ويفتوا بذلك خاصتهم ويفتوا العامة بالإفطار، وكان محمد بن سلمة وأبو نصر يقولان: الفطر أحوط؛ لأنهم أجمعوا أنه لا إثم عليه لو أفطروا. واختلفوا في الصوم قال بعضهم: يكره ويأثم كذا في الفتاوى الظهيرية، وقولهم: يصوم القاضي والمفتي المراد أنه يصوم من تمكن من ضبط نفسه عن الإضجاع عن النية وملاحظة كونه عن الفرض إن كان غد من رمضان؛ ولهذا قالوا: ويفتوا بالصوم خاصتهم وأما إذا ردد فإن كان في أصلها كأن نوى أن يصوم غدا عن رمضان إن كان رمضان وإلا فليس بصائم وهذه صحيحة فليس بصائم، وفي الفتاوى الظهيرية
وعن محمد ينبغي أن يغرم ليلة يوم الشك على أنه إن كان غد من رمضان فهو صائم عن رمضان، وإن لم يكن من رمضان فليس بصائم، وهذا مذهب أصحابنا ا هـ.»
- ويكون صومه باطلا إذا صامه مترددا بين الصوم والإفطار بأن يقول نويت أن أصوم غدا إن كان من رمضان وإلا فأنا مفطر.
- إذا ثبت أن يوم الشك من رمضان أجزأه صيامه ولو كان مكروها تحريما أو تنزيها أو مندوبا أو مباحا.
- التردد في النية.
  - إذا صامه مترددا بين الفرض والواجب بأن يقول: نويت صوم غد إن كان من رمضان وإلا فعن واجب آخر:
  - إذا صامه مترددا بين الفرض والنفل بأن يقول: نويت صوم غد فرضا إن كان من رمضان وتطوعا إن كان من شعبان. قال في البحر الرائق: «إن ردد في وصفها فله صورتان:

أحدهما: ما إذا نوى أن يصوم عن رمضان إن كان غد منه وإلا فعن واجب آخر، وهو مكروه لتردده بين مكروهين فإن ظهر أنه من رمضان أجزأه عنه وإلا كان تطوعا غير مضمون بالإفساد، ولا يكون عن الواجب لعدم الجزم به.
والثانية إذا نوى أن يصوم عن رمضان إن كان منه وإلا فتطوع فهو مكروه لنية الفرض من وجه، فإن ظهر أنه منه أجزأه، وإلا فتطوع غير مضمون؛ لدخول الإسقاط في عزيمته من وجه.»

### عند الشافعية
يحرم صوم يوم الشك سواء كانت السماء في غروب اليوم الذي سبقه صحوا أو بها غيم، ولا يراعى في حالة الغيم خلاف الإمام أحمد القائل بوجوب صومه حينئذ لأن مراعاة الخلاف لا تستحب متى خالف حديثا صريحا وهو هنا خبر: «فإن غم عليكم فأكملوا عدة شعبان ثلاثين يوما» فإن لم يتحدث الناس برؤية الهلال؛ فهو من شعبان جزما. وإن شهد به عدل فهو من رمضان جزما، ويستثنى من حرمة صومه ما إذا صامه لسبب يقتضي الصوم كالنذر والقضاء أو من كان له عادة كمن اعتاد أن يصوم كل خميس فصادف يوم الشك فلا يحرم صومه. ويكون واجبا في الواجب ومندوبا في التطوع وإذا أصبح يوم الشك مفطرا ثم تبين أنه من رمضان وجب الإمساك باقي يومه، ثم قضاه بعد رمضان على الفور وإن نوى صيام يوم الشك على أنه من رمضان فإن تبين أنه من شعبان لم يصح صومه أصلا لعدم نيته وإن تبين أنه من رمضان فإن كان صومه مبنيا على تصديقه من أخبره ممن لا تقبل شهادته كالعبد والفاسق صح عن رمضان وإن لم يكن صومه مبنيا على هذا التصديق لم يقع عن رمضان وإن نوى صومه على أنه إن كان من شعبان فهو نفل وإن كان من رمضان فهو عنه صح صومه نفلا إن ظهر أنه من شعبان فإن ظهر أنه من رمضان لم ي صح فرضا ولا نفلا.

### عند المالكية
حكم صوم يوم الشك عند المالكية: إذا نوى صيامه من رمضان فهو من الصوم المنهي عنه، وهو موافق لقول الحنفية والشافعية، وأحد قولي الحنابلة في صوم يوم الغيم.

قال القرافي: «الخامس في الكتاب: النهي عن صوم يوم الشك أول رمضان، وقاله (ح) و(ش) خلافا لابن حنبل للتردد في النية، وكان ابن عمر يصومه احتياطا. (لنا): قوله صلى الله عليه وسلم: "فإن غم عليكم فاقدروا له ثلاثين يوما".»
وقال أيضاً:
«أنه دائر بين التحريم والندب. فيتعين الترك إجماعا؛ لأن النية الجازمة شرط وهي هاهنا متعذرة، وكل قربة بدون شرطها ففعلها حرام، فإن كان صومه من رمضان فهو حرام لعدم شرطه، أو من شعبان فهو مندوب. قال سند: الظاهر أنه لا يكره الأكل فيه، وكرهه عبد الوهاب مع الغيم.»
- إذا صامه احتياطا بحيث ينوي أنه إن كان من رمضان لحتسب به وإن لم يكن من رمضان كان تطوعا؛ فصومه مكروه، فإن تبين أنه من رمضان فلا يجزئه عنه، وإن وجب الإمساك فيه لحرمة الشهر وعليه قضاء يوم. وإن صامه احتياطا، ووافق رمضان؛ فلا يصح، وعليه القضاء. قال في الذخيرة: وإن صامه احتياطا ووافق رمضان لم يجزه عند مالك لعدم تعيين النية، خلافا ل(ح) على أصله في النية.[10]
- إذا كان له عادة سابقة في الصيام، كما إذا اعتاد أن يصوم كل خميس فصادف يوم الخميس يوم الشك: كان صومه مندوبا، ولا يكره صومه. قال في الذخيرة: «ولا يكره صومه إذا وافق عادته، خلافا لبعض الشافعية لقوله في أبي داود: "لا تقدموا شهر رمضان بيوم ولا بيومين، إلا أن يكون صوما يصومه رجل فليصم ذلك"»[10]
- إذا صامه تطوعاً من غير اعتياد؛ فهو مكروه، على خلاف ذكره القرافي بقوله: «ولا يكره صومه تطوعا، خلافا لمحمد بن مسلمة لجزم النية، والنهي إنما ورد أن يكون من رمضان لعدم الجزم، وقال أبو الطاهر: صومه تطوعا مكروه لموافقة أهل البدع، وصومه احتياطا منهي عنه على نصوص المذهب، واستقرأ اللخمي وجوبه من أحد القولين في وجوب الإمساك على من شك في طلوع الفجر..»[10]

وندب الإمساك يوم الشك حتى يرتفع النهار ويتبين الأمر من صوم أو إفطار فإن تبين أنه من رمضان وجب إمساكه وقضاء يوم بعده فإن أفطر بعد ثبوت أنه من رمضان عامدا عالما فعليه القضاء والكفارة.
- إذا صامه قضاء عن رمضان السابق، أو عن كفارة يمين أو غيره أو عن نذر صادفه كما إذا نذر أن يصوم يوم الجمعة فصادف يوم الشك: وقع واجبا عن القضاء وما بعده إن لم يتبين أنه من رمضان، فإن تبين أنه من رمضان فلا يجزي عن رمضان الحاضر لعدم نيته، ولا عن غيره من القضاء والكفارة والنذر لأن زمن رمضان لا يقبل صوما غيره ويكون عليه قضاء ذلك اليوم عن رمضان الحاضر وقضاء يوم آخر عن رمضان الفائت، أو الكفارة. أما النذر فلا يجب قضاؤه لأنه كان معينا وفات وقته.

### عند الحنابلة
يكره صومه تطوعا، إلا إذا وافق عادة له أو صام قبله يومين فأكثر فلا كراهة، ثم إن تبين أنه من رمضان فلا يجزئه عنه ويجب عليه الإمساك فيه وقضاء يوم بعد أما إذا صامه عن واجب كقضاء رمضان الفائت ونذر كفارة فيصح ويقع واجبا إن ظهر أنه من شعبان فإن ظهر أنه من رمضان فلا يجزئ لا عن رمضان ولا عن غيره ويجب إمساكه وقضاؤه بعد وإن نوى صومه عن رمضان إن كان منه لم يصح عنه إذا تبين أنه منه وإن وجب عليه الإمساك والقضاء كما تقدم إن لم يتبين أنه من رمضان فلا يصح لا نفلا ولا غيره.